# Lobsang Rampa

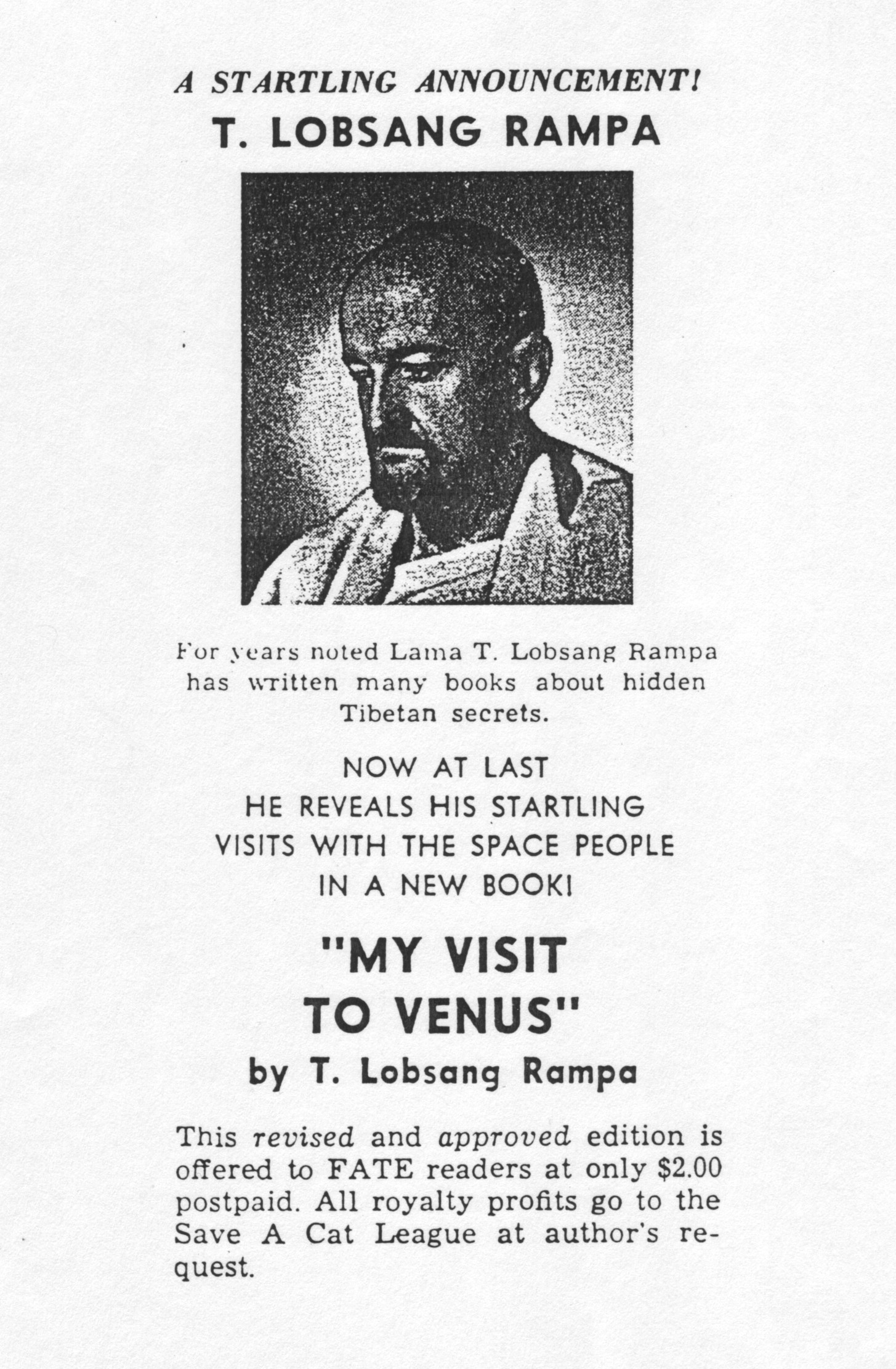

Tuesday Lobsang Rampa, narozený jako Cyril Henry Hoskin (8. dubna 1910 – 25. ledna 1981), byl britský a kanadský spisovatel, který tvrdil, že jeho tělo převzal duch zesnulého tibetského lámy.

## Život
Narodil se jako Cyril Henry Hoskin  v anglickém Plymptonu (Devon), kde jeho otec Joseph vedl obchod s instalatérskými potřebami. V dětství býval Cyril často nemocný a střední školu nedokončil. Od roku 1940 žil Cyril v Londýně, kde pracoval například jako prodavač chirurgických nástrojů či úředník ve firmě poskytující korespondenční kurzy. V roce 1948 přijal Cyril legální cestou jméno Carl Kuan-Suo. V roce 1956 vydal knihu Třetí oko, o níž tvrdil, že je autobiografická. Teprve po podepsání smlouvy a vyplacení zálohy poslat nakladatel text k posouzení asi dvaceti specialistům na tibetskou kulturu, buddhismus a hinduismus. Posudky odborníků byly už před vydáním knihy  negativní pro závažné chyby v chápání tibetských a hinduistických doktrín. Kniha Třetí oko přesto vyšla a stala se bestsellerem; za 18 měsíců se v Británii prodalo 300 tisíc výtisků.
Mediální rozruch, který autora obklopil po vydání této knihy, vyústil v roce 1957 ve výslech vedený Scotland Yardem, který požadoval po Rampovi tibetský pas a povolení k pobytu. To Rampa neměl, nikdy v Tibetu nebyl a tibetsky nemluvil. Nedlouho po tomto odhalení se Rampa přestěhoval do irské vesnice Howth na předměstí Dublinu. I tam však čelil opakovaným obviněním britského tisku, že je šarlatán a  mystifikátor. Proto se v 60. letech 20. století přestěhoval i s manželkou San Ra'ab a sekretářkou Sheelagh Rouse do Kanady. Tam, v roce 1973, přijali kanadské občanství. Lobsang Rampa napsal celkem 19 knih, ale zemřel nepovšimnutý v Calgary dne 25. ledna 1981 ve věku 70 let.
Dalajláma autenticitu jeho díla popřel, ale pozitivně zhodnotil to, že vzbudil na Západě zájem o neznámou tibetskou kulturu.

## Dílo
- The Third Eye (1956), česky: Třetí oko (1992, 1996, 2001, Paseka, Trigon)
- Doctor from Lhasa (1959), česky: Lékař ze Lhasy (1993, Trigon)
- The Rampa Story (1960), česky: Příběh Lobsanga Rampy (1994, Trigon)
- Cave of the Ancients (1963), česky: Jeskyně předků (1995, Trigon)
- Living with the Lama (1964), ?česky: Cesta do Agarthy (2011, Eugenika)
- You Forever (1965), česky: Škola esoteriky (1996, Trigon)
- Wisdom of the Ancients (1965), česky: Moudrost starověkých národů, 2016 Eugenika)
- The Saffron Robe (1966), česky: Šafránové roucho (1997, Trigon)
- Chapters of Life (1967), česky: Kapitoly života (2003)
- Beyond The Tenth (1969), česky: Za hranice vědomí (2011, Eugenika))
- Feeding the Flame (1971), česky: Živit plamen (2000)
- The Hermit (1971), česky: Poustevník (1996, Trigon)
- The Thirteenth Candle (1972), česky: Třináctá svíce (2012, Eugenika)
- Candlelight (1973), česky: Světlo svíčky (1994, Trigon)
- Twilight (1975), česky: Soumrak (2013,  Eugenika)
- As It Was! (1976), česky: česky: Tak to bylo! (2019, Eugenika
- I Believe (1976), česky: Já věřím (1998, Trigon)
- Three Lives (1977), česky: Tři životy (2018, Eugenika)
- Tibetan Sage (1980), česky: Tibetská sága (1999, Trigon)